# Kaarlo Nuorvala

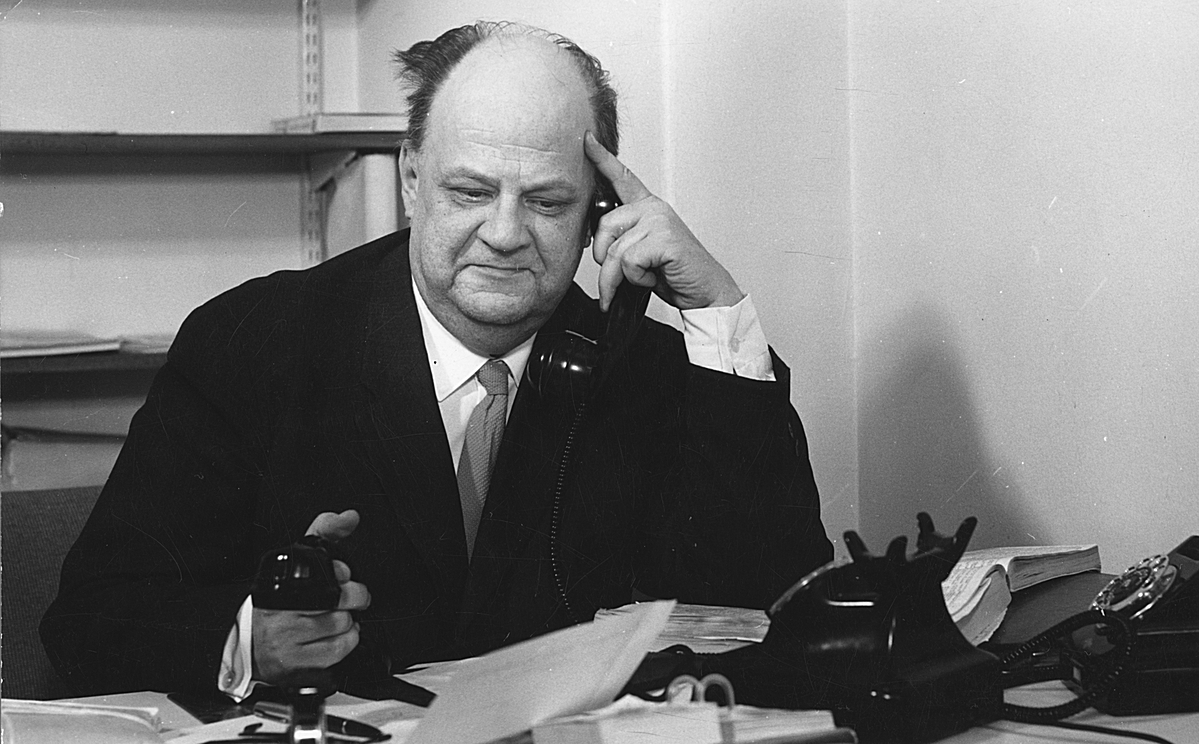
Kaarlo Nuorvala

Kaarlo Nuorvala (28 de junio de 1910 – 24 de junio de 1967) fue un escritor, guionista y director cinematográfico finlandés, conocido también por lo pseudónimos Reino Arras, Hilkka Helovuo y Kalle Kivipää. 

## Biografía
Su nombre completo era Kaarlo Ilmari Nuorvala, y nació en Víborg, Finlandia.
Nuorvala escribió varias novelas de aventuras y detectivescas, siendo también autor de varias obras infantiles, escribiendo estas últimas bajo los pseudónimos de Bob Palmer, Roy Wilton, Max Dugan y Earl Kennington. La época más productiva de Nuorvala fue la década de 1940, publicando solamente en 1945 un total de 27 libros.
En el verano de 1942 Nuorvala trabajó como editor jefe del periódico Vapaa Suomi, editado por la Organización Laboral Nacionalsocialista de Finlandia (Suomen Kansallissosialistinen Työjärjestö).
Además de su faceta de escritor, Nuorvala fue también guionista, director y actor cinematográfico.
Kaarlo Nuorvala falleció en Helsinki, Finlandia, en el año 1967.

## Obras
- Ryssänsaaren salaisuus: Seikkailukertomus, Poikien seikkailukirjasto 25.  Otava 1931
- Salasana: Kolmiapilan uusia seikkailuja, Poikien seikkailukirjasto 29.  Otava 1932
- Aktivisti: kertomus jääkäriliikkeen ajoilta, Poikien seikkailukirjasto 59. Otava 1935
- Salaperäinen matelija : seikkailukertomus, Poikien seikkailukirjasto 51. Otava 1935
- Sanansaattajat: kertomus vapaussodan ajoilta. Poikien seikkailukirjasto 68. Otava 1936
- Kaksikymmentä vuotta Suomen itsenäisyyttä : katsaus eduskunnan toimintaan vuodesta 1917 vuoteen 1937, editado por Kaarlo Nuorvala. Tietoteos, Helsinki 1937
- Myrskytuuli : tyttökertomus. Tyttöjen kirjasto 17. Otava 1937
- Peukalon jälki : seikkailukertomus, Poikien seikkailukirjasto 75. Otava 1937
- Kagaali: kertomus sortovallan ajoilta, Poikien seikkailukirjasto 87. Otava 1939
- Krestyn miehet: kuvaus yhdenvertaisuuslain aiheuttamasta oikeustaistelusta. Sanatar, Helsinki 1939
- Toverikuntalaisia : tyttökertomus : jatkoa "Myrskytuuleen". Tyttöjen kirjasto 40. Otava 1941
- Kantasormus: seikkailukertomus, Poikien seikkailukirjasto 97. Otava 1942
- Taistelulähetti, Poikien seikkailukirjasto 98. Otava 1942
- Kummitusaarre. Aura, Turku 1943
- Myrskytuuli lottana. Aura, Turku 1943
- Ansaldon rooli: rikollinen teatteriseurue kauhujen talossa. Fennia, Helsinki 1944
- Morsian mustasta pörssistä. Suomen kirja, Helsinki 1944
- Murhatun miehen kuolema. Aura, Turku 1944
- Myrskytuuli työtyttönä. Aura, Turku 1944
- Pojat vastavakoojina : seikkailukertomus pojille, Seikkailukirjasto 16.  1944
- Valkoisen sireenin arvoitus, Valittuja salapoliisiromaaneja 25. Karisto 1944
- Vanhan Laytonin perintö. Helsingin uusi kirjapaino, Helsinki 1944
- Aavemurha. 1945
- Avainten arvoitus. Aura, Turku 1945
- Harmaiden kirjeiden salaisuus, Poikien sininen sarja 2. Kansankirja 1945
- Iskelmämurha, LP-sarja 1. Lehtipalvelu, Helsinki 1945
- Kesälapseni : kertomus nuorisolle ja lapsille, vetoomus aikuisille ja vanhemmille. Kansankirja 1945
- Kultainen avain : seikkailu vanhassa kartanossa. Poikien sininen sarja 4. Kansankirja 1945
- Laulajatyttö, tyttöromaani. Kansankirja 1945
- Laulajatyttö koulunpenkillä. Kansankirja 1945
- Murha Aulangolla. Kansankirja 1945
- Murhaaja etsii itseään. Sanatar, Helsinki 1945
- Murhaajien kerho. Kansankirja 1945
- Murhaketju. Painopalvelu, Helsinki 1945
- Murhenäytelmä mottimetsässä: salapoliisiromaani, Valittuja salapoliisiromaaneja 31. Karisto 1945
- Murskattu hakaristi : kertomus Norjan taistelusta miehittäjiä vastaan.   Kansankirja 1945, 2. painos nimellä Kostavat kädet , Kansankirja 1946
- ... mutta liha on heikko : rikoksia, jännitystä, intohimoja, etelän kuuman taivaan alla. E. Viljanteen kirjakauppa ja kustannusliike, Helsinki 1945
- Myrskytuuli tanssii. Aura, Turku 1945
- Pankkihämähäkki. Sanatar, Helsinki 1945
- Ristilukin arvoitus: kohtalokas huvipurjehdus Etelämerellä. Fennia, Helsinki 1945
- Saarron murtajat. Painopalvelu, Helsinki 1945
- Sydämen sävel. Painopalvelu, Helsinki 1945
- Taistelu pimeässä. Lehtipalvelu, Helsinki 1945
- Vakooja ja atomipommi. Lehtipalvelu, Helsinki 1945
- Vakoojan kaksoisolento, seikkailuromaani miehitetystä Hollannista. Kansankirja 1945
- Varatuomarin alaston malli. Kansankirja 1945
- Väärät satamarkkaset. Kansankirja 1945
- Väärää rahaa. Painopalvelu, Helsinki 1945
- Basil Marlington salapoliisina. Lehtipalvelu, Helsinki 1946
- Dollarirakkautta. Lehtipalvelu, Helsinki 1946
- Etelän rakastava tytär. E. Viljanteen kirjakauppa ja kustannusliike, Helsinki 1946, 2. painos West-kirjat, Helsinki 1966
- Laulajatyttö kiertueella. Kansankirja 1946
- Murhaajain hotelli : salapoliisiromaani, Valittuja salapoliisiromaaneja 34. Karisto 1946
- Myrskytuuli isänä ja äitinä. Aura, Turku 1945
- Laulajatyttö "nuoruuden sumussa". Kansankirja 1947
- Laulajatytön "suuret rakkaudet". Kansankirja 1947
- Rakkauselämän tienviitat. E. Viljanteen kirjakauppa ja kustannusliike, Helsinki 1947
- Seikkailu merellä. Kansankirja 1947
- Amazonasin aarre, seikkailukertomus.  Kansankirja 1948
- Myrkkykide. Kansankirja 1948
- Laulajatyttö kesälaitumella. Kansankirja 1948
- Laulajatyttö Lapin lumoissa. Kansankirja 1948
- Laulajatyttö perijättärenä. Kansankirja 1948
- Seikkailu meren pohjalla. Kansankirja 1948
- Laulajatyttö löytää sen oikean. Kynämies, Helsinki 1949
- Laulajatyttö "rengastetaan". Kynämies, Helsinki 1950
- Laulajatyttö häämatkalla. Kynämies, Helsinki 1951
- Toveruus. Tammi 1951
- Laulajatyttö Olympian kisoissa. Tekijä 1952
- Laulajatyttö filmihommissa. Tekijä 1955
- Rakkauselämän tienviitat : tämä teos omistetaan kaikille niille, jotka haluavat rehellisessä mielessä tutustua avioliiton ja rakkauden probleemoihin löytääkseen niiden avulla tienviitan, joka johtaa heidät täydelliseen avio-onneen. Tavaraliike Sampo, Helsinki 1955
- Rokka : kertomus konekiväärimiehen sodasta. Jyväskylä 1955
- Viettelysten tie. Tekijä, Helsinki 1955
- Suomen kähertäjäin liiton Helsingin osasto r.y. 1917–1957. Suomen kähertäjäin liiton Helsingin osasto 1957
- Näköaloja: Juhlakirja Norssin täyttäessä 75 vuotta. Vanhojen norssien hallitus, Helsinki 1962
- Suomen jalkineliikkeenharjoittajain liiton Helsingin osasto 50 vuotta. Suomen jalkineliikkeenharjottajain liitto, Helsinki 1966
- Suomen kähertäjätyönantajaliiton Helsingin yhdistys r.y. 1917–1967. Helsinki 1967

## Filmografía (selección)

### Guionista
- 1951 : Tukkijoella
- 1953 : Miljonäärimonni
- 1953 : Alaston malli karkuteillä
- 1957 : Vääpelin kauhu
- 1961 : Kaasua, komisario Palmu!
- 1962 : Tähdet kertovat, komisario Palmu

### Director
- 1963 : Hermoprässi — Grand Premio en el Festival de Cannes[3]

### Actor
- 1952 : Suomalaistyttöjä Tukholmassa
- 1953 : Kolmiapila
- 1955 : Viettelysten tie
- 1961 : Kultainen vasikka